# Takanori Maeno
Takanori Maeno (前野 貴徳 Maeno Takanori?), född 14 april 1988 i Ehime prefektur, är en japansk fotbollsspelare.
Maeno började sin karriär 2011 i Ehime FC. Han spelade 74 ligamatcher för klubben. 2013 flyttade han till Kashima Antlers. 2015 flyttade han till Albirex Niigata. Han gick tillbaka till Ehime FC 2018.